# Gmina miejska Požarevac
Gmina miejska Požarevac (serb. Gradska opština Požarevac / Градска општина Пожаревац) – gmina miejska w Serbii, w okręgu braniczewskim, w mieście Nisz. W 2011 roku liczyła 61 697 mieszkańców.